# 2010년 대한민국의 베스트셀러 목록
다음은 2010년 대한민국의 베스트셀러 목록이다. 

## 종합
1. 정의란 무엇인가
2. 덕혜옹주
3. 1Q84 1(양장본 HardCover)
4. 아름다운 마무리(반양장)
5. 죽을 때 후회하는 스물다섯 가지
6. 성균관 유생들의 나날 1(개정판)
7. 파라다이스 1
8. 어디선가 나를 찾는 전화벨이 울리고
9. 해커스 토익 READING(3판)(단어암기장1권, 해설집1권포함)
10. 해커스 토익 보카(무료 단어암기 TEST, 무료학습자료 제공)
11. 엄마를 부탁해
12. 해커스 토익 스타트 READING(초보토익 4주완성)
13. 스무살에 알았더라면 좋았을 것들
14. 일기일회(一期一會)(법정 스님 법문집 1)
15. 혼창통
16. 스눕(양장본 HardCover)
17. 살아 있는 것은 다 행복하라
18. 무소유(2판)(범우문고 2)
19. 규장각 각신들의 나날 1
20. 삼성을 생각한다
21. 해커스 토익 LISTENING(개정판 3판)(CD1장, 해설집포함)
22. 한 사람은 모두를 모두는 한 사람을(법정스님 법문집 2)
23. 빅 픽처
24. 매일 읽는 긍정의 한 줄(양장본 HardCover)
25. 지성에서 영성으로
26. 그들이 말하지 않는 23가지
27. 그건 사랑이었네
28. 운명이다
29. 해커스 토익 스타트 LISTENING(CD1장포함)
30. 시크릿 두 번째 이야기(양장본 HardCover)
31. 아불류 시불류
32. 시크릿(양장본 HardCover)
33. 브리다(양장본 HardCover)
34. 넛지 : 똑똑한 선택을 이끄는 힘(양장본 HardCover)
35. 못 가본 길이 더 아름답다(양장본 HardCover)
36. 당신 없는 나는
37. 생각 버리기 연습
38. 맑고 향기롭게(양장본 HardCover)
39. 내가 사랑한 책들(법정 스님의)
40. 강남몽(양장본 HardCover)
41. 행복의 조건
42. 허수아비춤(양장본 HardCover)
43. 인연 이야기(개정판)
44. 유머가 이긴다
45. 김연아의 7분 드라마
46. 세계사를 움직이는 다섯 가지 힘
47. 꿈꾸는 다락방(양장본 HardCover)
48. 바보처럼 공부하고 천재처럼 꿈꿔라(청소년 롤모델 시리즈 1)
49. HACKERS VOCABULARY(해커스 보캐블러리)
50. 잠들기 전에 읽는 긍정의 한줄(양장본 HardCover)
51. 로스트 심벌. 1
52. 지식 프라임
53. 아웃라이어(OUTLIERS)
54. 마법천자문. 18
55. 일을 했으면 성과를 내라
56. 먹고 기도하고 사랑하라(반양장)
57. 산에는 꽃이 피네
58. 나를 버리다(더 큰 나를 위해)
59. 오두막 편지(개정판)(양장본 HardCover)
60. 나쁜 사마리아인들
61. 최인호의 인연
62. 나는 아직 어른이 되려면 멀었다
63. 잠자기 전 30분(내일이 바뀌는 새로운 습관)
64. 서른살이 심리학에게 묻다
65. 영어낭독훈련 실천 다이어리(3권합본)(하루20분)(CD1장포함)(전3권)
66. 시원스쿨 기초영어법(CD1장포함)
67. 스티브 잡스 이야기(청소년 롤모델 시리즈 5)
68. 공부하는 독종이 살아남는다
69. 하나님의 대사
70. 홀로 사는 즐거움
71. 세로토닌하라(양장본 HardCover)
72. ENGLISH RESTART BASIC
73. 그 청년 바보 의사
74. 스위치
75. 왜 나는 너를 사랑하는가(개정판)(양장본 HardCover)
76. 소설 무소유: 법정스님 이야기
77. 멈추지마 다시 꿈부터 써봐
78. 부자들의 음모(부자아빠 기요사키가 말하는)
79. 임신 출산 육아 대백과(개정판)
80. 여행의 기술
81. 왜 세계의 절반은 굶주리는가
82. 김대중 자서전 세트(양장본 HardCover)(전2권)
83. 화폐전쟁(양장본 HardCover)
84. 구해줘(2판)
85. 오리진이 되라
86. 상실의 시대(원제: 노르웨이의 숲)(3판)
87. 그 후에
88. 김미경의 아트 스피치
89. 1026(양장본 HardCover)
90. 네가 어떤 삶을 살든 나는 너를 응원할 것이다(양장본 HardCover)
91. ENGLISH RESTART ADVANCED. 1 :스피킹편
92. 청춘불패: 이외수의 소생법
93. 감정을 다스리는 사람 감정에 휘둘리는 사람
94. 너는 모른다(문학동네 장편소설)
95. 화폐전쟁. 2(양장본 HardCover)
96. 서른과 마흔 사이
97. 아이의 사생활
98. 마켓 3.0
99. 위험한 심리학
100. HACKERS TOEFL READING (iBT)

## 같이 보기
- 대한민국의 베스트셀러